# Suzana Žigante
Suzana Žigante (* 22. September 1994 in Ithaca, New York) ist eine US-amerikanisch-kroatische Fußballnationalspielerin.

## Karriere
Žigante startete ihre aktive Karriere in der Capital Area Soccer League (CASL) in North Carolina. In dieser Zeit besuchte sie die Boynton Middle School in Ithaca und spielte für deren Puma Soccer Team.
Anschließend ging sie an die Holly Springs High School in Apex, Wake County, North Carolina. Nachdem sie im März 2012 die High School verlassen hatte, spielte sie für ein halbes Jahr in der United Soccer League (USL) U-20 für Triangle FC. Nach dem Ende der USL Season schrieb sie sich im Herbst 2012 an der Grand Canyon University in Phoenix ein. Im März 2013 kehrte sie der  Grand Canyon University den Rücken und wechselte zurück zum Triangle FC.

### International
Die gebürtige US-Amerikanerin wechselte 2010 in den kroatischen Fußballverband und spielte bereits mit 15 Jahren als Stammtorhüterin im U-17 Nationalteam Kroatiens. Seit Februar 2012 gehört sie zum erweiterten Kader für die Kroatische Fußballnationalmannschaft der Frauen und spielte im März ihr A-Länderspieldebüt.

## Privates
Ihr Vater Zigmund „Ziggy“ ist gegenwärtig Torwarttrainer für das W-League-Team Ottawa Fury und gleichzeitig ihr privater Torwarttrainer.